# Redbone coonhound
Redbone coonhound – ras psa, należąca do grupy psów gończych, niezarejestrowana przez FCI.

## Krótki rys historyczny
Rasa powstała w XIX wieku. Nazwa pochodzi prawdopodobnie od nazwiska Petera Redbone'a z Tennessee – pierwszego hodowcy. 

## Użytkowość
Pies ten jest przeznaczony do polowań na szopy. Użytkowany również jako pies-towarzysz. Odpowiednio socjalizowany staje się miłym psem domowym.

## Charakter i temperament
Pogodny i serdeczny, ale stanowczy.

## Wygląd
Jako jedyny coonhound ma jednolite ubarwienie o rudej maści. Czasem występują dopuszczalne niewielkie białe znaczenia na stopach lub klatce piersiowej. Sierść krótka.  Mocna, proporcjonalna budowa. Szeroka kufa, opadające uszy, jasna tęczówka. Na karku luźne fałdy skóry. Mocne uda, szerokie stopy i mocne pazury. Ogon zagięty w górę.